# Biologia speculativa
La biologia speculativa, anche conosciuta come allobiologia e evoluzione speculativa, è un genere di fiction speculativa e un movimento artistico, incentrata su scenari ipotetici della vita. Spesso considerata come fantascienza hard, l'allobiologia si concentra nell'ideazione di forme di vita ed ecosistemi futuri, alternativi, extraterrestri, eccetera.

## Origine del termine
Allobiologia (composto da "Allo-","diversa", e biologia), trasmette a pieno, in una parola, il concetto del termine "biologia speculativa". Difatti, "biologia speculativa", è un termine che indica la speculazione di come potrebbero essere le forme di vita su altri pianeti, in linee temporali alternative (allostoria) e nel futuro, in pratica una "diversa biologia", da cui il termine "allobiologia".

## Basi scientifiche
(Charles Darwin, L'origine delle specie )
Anche se il paleontologo Darren Naish ammette che l'allobiologia è piena di “possibilità, idee folli, speculazioni e cose che desideri ma che sai che non si realizzeranno”, suggerisce che “alcune delle nostre speculazioni sull'evoluzione animale implicano ipotesi utili e informative […] e alcune di queste speculazioni sono progettate con adattamenti, processi e diversità del mondo reale.”
L'allobiologia, con la sua relazione con la fantascienza hard, si basa sulla nostra conoscenza del mondo reale e usa i principi evolutivi per sviluppare possibili scenari. Infatti, in alcuni casi, gli artisti allobiologi hanno concepito l'esistenza di una creatura prima che fosse scoperta dai paleontologi.

## Storia

### Inizi
Nel 1930 Olaf Stapledon pubblicò Infinito, descrivendo la storia dell'umanità dagli anni '30 fino a due miliardi di anni nel futuro e descrivendo diciotto specie umane, di cui la nostra è la prima. Il libro anticipa l'ingegneria genetica, e contiene uno dei primi esempi di mente alveare.
Nel 1931 l'austro-ungherese Desiderius Papp, nel suo Was lebt auf den Sternen?, basandosi sulle conoscenze scientifiche dell'epoca, ipotizzò e descrisse le ipotetiche forme di vita dei vari pianeti e satelliti del sistema solare e degli altri sistemi nel cosmo.
Lo zoologo tedesco Gerolf Steiner descrisse un ordine fittizio di mammiferi, Rhinogradentia. Nel suo libro del 1957 Bau und Leben der Rhinogradentia, pubblicato in italiano con il nome de I Rinogradi di Harald Stümpke e la zoologia fantastica, descriveva l'evoluzione, la biologia e il comportamento dei rinogradi.
Nel 1976, l'autore e illustratore italiano Leo Lionni pubblicò La Botanica Parallela.

### Nascita del movimento
Il geologo Dougal Dixon è considerato il fondatore moderno del movimento allobiologico. Scrisse diversi libri in cui immaginava le forme di vita tra 50 milioni di anni (Animali dopo l'uomo, 1981), le forme di vita in un universo parallelo in cui i dinosauri non si erano estinti (The New Dinosaurs, 1988) e, come Olaf Stapledon, immaginò gli esseri umani del futuro (Man After Man, 1990).